# DREAMプライベートリート投資法人
DREAMプライベートリート投資法人（ドリームプライベートリートとうしほうじん）は、東京都千代田区にある投資法人（私募リート）。スポンサーは三菱商事グループ。

## 概要
三菱商事グループの私募リートとして2012年に設立された。資産運用会社は、ダイヤモンド・リアリティ・マネジメント。
ポートフォリオは、商業施設、物流施設を中核とした構成となっている

## 沿革
- 2012年6月29日 - 設立企画人（ダイヤモンド・リアルティ・マネジメント株式会社）による投信法第69条に基づく設立にかかる届出
- 2012年7月6日 - 投信法第166条に基づく設立の登記、本投資法人の設立
- 2012年7月18日 - 投信法第188条に基づく登録の申請
- 2012年7月30日 - 内閣総理大臣による投信法第187条に基づく登録の実施（登録番号：関東財務局長 第77号）

## ポートフォリオ
組入物件一部は以下の通り。
- SGリアルティ舞洲
- 川崎水江物流センター
- SGリアルティ東松山
- PUZZLE GINZA
- MCUD本牧
- 市川千鳥町物流センター
- 神戸みなと倉庫
- ロジスティクスパーク野田船形
- 大黒町物流センター
- イオンモール神戸北
- 大黒町物流センター
- DPR平塚物流センター

売却済み
- E-MA